# تيرينس بار
تيرينس بار (بالإنجليزية: Terence Parr)‏ هو مهندس وعالم حاسوب أمريكي، ولد في 17 أغسطس 1964 في لوس أنجلوس في الولايات المتحدة.